# 雪山飛狐 (1999年電視劇)
《雪山飛狐》（英語：The Flying Fox of the Snowy Mountain 1999）是香港電視廣播有限公司根據金庸所著的武俠小說《雪山飛狐》和《飞狐外传》改編而拍攝製作的古裝武俠劇集，全劇共40集，監製李添勝，此劇為無線電視拍攝第二部同名電視劇。

## 故事大綱
明未吳三桂引清兵入關，李闖王三大勇士苗、范、田突圍召集援軍，獨留第四名勇士胡護駕。當三人返回發現闖王失踪，而胡則成了吳三桂的鷹犬，逐以為胡賣國而殺之。事實上，胡潛伏吳三桂軍中，只為靜待時機助闖王再得天下。
此後，四家後代便展開連串仇殺，直到胡家第四代的胡一刀（黃日華飾）；一刀欲找三家後代言明真相，因三家後人為爭奪闖王寶藏，大打出手，並葬身在冰洞內，所以未能向他們道出真相。一刀唯有將他們的經歷寫下，藏於山洞中以警惕世人，然後與愛人郎劍秋（邵美琪飾）退隱江湖。
田家第四代掌門田歸農（張兆輝飾）設下佈局令一刀與苗家後人苗人鳳（尹揚明飾）決戰，並暗中下毒殺害一刀、劍秋二人。劍秋臨終前將初生的兒子胡斐（陳錦鴻飾）交予忠僕平阿四（廖啟智飾），交代平阿四帶斐查明真相。
平阿四誤會人鳳為殺害一刀夫婦的主謀，逐命斐專心習武代父復仇。斐後與平上路尋人鳳，途中結識了女扮男裝的小流氓么一一（劉曉彤飾），結成莫逆之交。期間，斐更邂逅鳳的女兒苗若蘭（佘詩曼飾）和農村女子聶桑青（滕麗名飾），展開一段纏繞不清的戀情……
最後，斐終於與人鳳相遇並於雪山一決勝負，究竟歷代恩怨能否從此化解？

## 演員表
| 演员       | 角色                                         |
| 陳錦鴻     | 胡斐                                         |
| 佘詩曼     | 苗若蘭                                       |
| 尹揚明     | 苗人鳳                                       |
| 尹揚明     | 苗青（苗家祖先）                             |
| 張兆輝     | 田歸農                                       |
| 張兆輝     | 田明（田家祖先）                             |
| 魏駿傑     | 陳家洛                                       |
| 魏駿傑     | 福康安                                       |
| 魏駿傑     | 乾隆帝                                       |
| 滕麗名     | 聂桑青（袁紫衣、馬春花、田青文之合成新角色） |
| 劉曉彤     | 幺一一（代替程靈素）                         |
| 黃日華     | 胡一刀                                       |
| 黃日華     | 胡天（胡家祖先）                             |
| 邵美琪     | 郎劍秋（胡一刀夫人）                         |
| 鄭家生     | 范興漢                                       |
| 鄭家生     | 范光（范家祖先）                             |
| 魯振順     | 杜希孟                                       |
| 魯振順     | 杜正（杜家祖先）                             |
| 廖啟智     | 平阿四                                       |
| 劉家輝     | 石萬嗔                                       |
| 劉江       | 閻基／寶樹大師（萬法寺住持）                 |
| 容錦昌     | 商寶震                                       |
| 梁思浩     | 心硯                                         |
| 關菁       | 無塵道人                                     |
| 秦煌       | 趙半山                                       |
| 馮曉文     | 駱冰                                         |
| 鄺佐輝     | 文泰來                                       |
| 陳榮峻     | 常赫志                                       |
| 虞天偉     | 常伯志                                       |
| 李岡       | 余魚同                                       |
| 鮑方       | 無嗔大師（藥王門掌門）                       |
| 馮瑞珍     | 杜老夫人                                     |
| 黃澤鋒     | 杜十五                                       |
| 游飈       | 曹雲奇                                       |
| 張漢斌     | 周雲陽                                       |
| 甘子正     | 天龍門九師弟                                 |
| 黃煒林     | 丐幫弟子                                     |
| 孫季卿     | 于管家                                       |
| 李志華     | 杜家弟子                                     |
| 鍾建文     | 杜家弟子                                     |
| 何君龍     | 杜家弟子                                     |
| 任港秀     | 杜家家眷                                     |
| 陳瑞華     | 杜家家眷                                     |
| 駱應鈞     | 李自成                                       |
| 羅樂林     | 吳三桂                                       |
| 盧卓南     | 張阿狗                                       |
| 韋家雄     | 胡丹（胡天子）                               |
| 蔣克       | 范光子                                       |
| 孫恩明     | 苗青子                                       |
| 嚴文軒     | 田明子                                       |
| 薛崇基     | 苗人鳳父                                     |
| 李鴻杰     | 范興漢父                                     |
| 郭德信     | 田歸農父                                     |
| 黃偌儀     | 杜正妻                                       |
| 洪菁儀     | 杜正女                                       |
| 湯俊明     | 杜正子                                       |
| 張松枝     | 天龍門弟子                                   |
| 魏惠文     | 丐幫弟子                                     |
| 陳中堅     | 老闆                                         |
| 陳勉良     | 小二                                         |
| 黃振威     | 小二                                         |
| 吳亦謙     | 小二                                         |
| 王俊棠     | 商劍鳴                                       |
| 陳安瑩     | 商老太                                       |
| 張英才     | 南仁通                                       |
| 曹眾       | 南蘭                                         |
| 李煌生     | 鍾兆文                                       |
| 麥嘉倫     | 鍾兆英                                       |
| 林敬剛     | 鍾兆能                                       |
| 鄧汝超     | 閻基手下                                     |
| 呂幹文     | 閻基手                                       |
| 譚一清     | 玄空大師（少林掌門）                         |
| 凌漢       | 清虛道長（武當掌門）                         |
| 廖麗麗     | 妙心師太（峨嵋掌門）                         |
| 陳狄克     | 汪掌門（崑崙掌門）                           |
| 王仲匡     | 老闆                                         |
| 楊子韜     | 姜鐵生（鐵劍門掌門）                         |
| 李海生     | 孫伏虎（伏虎門掌門）                         |
| 黃成想     | 巨鯨幫幫主                                   |
| 劉桂芳     | 靜因師太（紫霞庵師太）                       |
| 曹濟       | 神拳山莊莊主                                 |
| 杜大偉     | 伏虎門弟子                                   |
| 張鴻昌     | 刀神聶如風                                   |
| 尤程       | 聶秀芳                                       |
| 譚權輝     | 福府侍衛                                     |
| 戴少民     | 福府侍衛                                     |
| 黃天鐸     | 掌櫃                                         |
| 邱萬城     | 賽總管                                       |
| 方傑       | 劉元鶴                                       |
| 羅蘭       | 福老夫人                                     |
| 康華       | 大福晉                                       |
| 趙淑儀     | 側福晉                                       |
| 林佩君     | 側福晉                                       |
| 陳肖明     | 側福晉                                       |
| 李燕珊     | 側福晉                                       |
| 余慕蓮     | 慧心師太                                     |
| 蘇恩磁     | 慧靜師太                                     |
| 曾健明     | 蔣白龍（河西雙俠）                           |
| 邵卓堯     | 蔣白虎（河西雙俠）                           |
| 陳紫媚     | 琴兒（苗家婢女）                             |
| 黎秀英     | 張大媽                                       |
| 呂劍光     | 凌大夫                                       |
| 劉志清     | 漁民                                         |
| 鄧建邦     | 漁民                                         |
| 麥子雲     | 啞僕                                         |
| 王維德     | 史鏢頭                                       |
| 古明華     | 鄭鏢頭                                       |
| 李燕珊     | 寶震鏢局丫鬟                                 |
| 張俊華     | 莊鏢頭                                       |
| 區嶽       | 霍大夫                                       |
| 王偉樑     | 公子甲                                       |
| 劉家聰     | 公子乙                                       |
| 戴耀明     | 公子丙                                       |
| 蘇麗明     | 婢女甲                                       |
| 陳楚翹     | 婢女乙                                       |
| 羅國維     | 玄智大師                                     |
| 梁輝宗     | 武當弟子甲                                   |
| 林偉雄     | 武當弟子乙                                   |
| 蔡國慶     | 天虛道長                                     |
| 周暘       | 武林人士                                     |
| 馮素波     | 妙音師太                                     |
| 招石文     | 唐掌門                                       |
| 林遠迎     | 侍衛                                         |
| 伍燕妮     | 婢女                                         |
| 羅君左     | 悟通                                         |
| 歐家瑋     | 工人                                         |
| 施敏       | 漁民                                         |
| 彭國樑     | 侍衛甲                                       |
| 李煒棋     | 侍衛乙                                       |
| 華忠男     | 海蘭弼（遼東渤海派掌門）                     |
| 李龍基     | 湯沛（三才劍派掌門）                         |
| 張智軒     | 少林弟子                                     |
| 嚴俊       | 紅花會幫眾                                   |
| Joe Junior | 馬可神父                                     |
| 葉翠翠     | 妓女甲                                       |
| 陳瑞華     | 妓女乙                                       |
| 周家怡     | 妓女丙                                       |
| 官仲銘     | 紅花會幫眾                                   |
| 蒲茗藍     | 紅花會幫眾                                   |
| 黃煒林     | 總管                                         |
| 湯俊明     | 福康寧                                       |
| 魏惠文     | 趙管家                                       |
| 楊證樺     | 福府侍衛                                     |
| 郭卓樺     | 周總管                                       |

## 軼事
- 此劇三大女主角原屬意1997年香港小姐三甲來演，不料亞軍李明慧向無線解約，而且不久更與冠軍翁嘉穗發生鄔公奇案(兩女爭一男事件)。身為季軍的佘詩曼順利頂上演苗若蘭。隨著她憑《新聞女王》於2024年1月14日第3次奪得「最佳女主角」大獎，她成為現時唯一一位女藝員成功憑藉3個「最佳女主角」獎項來祝賀自己第一部劇集播放25週年，地位超然。
- 因當時時間緊迫及當家花旦沒有檔期，無線順遂將袁紫衣、田青文及馬春花合成一角。
- 此劇部分演員曾參演佳藝電視製作的《雪山飛孤》，包括羅樂林、麥子雲、張鴻昌、劉江、秦煌、李岡，亦有不少演員曾參演無綫電視製作的1985年版《雪山飛孤》﹐包括鮑方、陳榮峻、秦煌、羅蘭、陳狄克、孫季卿、駱應鈞，其中秦煌更在三劇均飾演趙半山。
- 此劇主題曲《愛你痛到不知痛》收錄於張學友該年發行的專輯《有個人》之中，但專輯收錄的版本與電視劇播出的版本的編曲大不相同，電視劇播出時，編曲以中樂為主，但專輯版本編曲則經過大幅度修改並以富有現代感編曲後而重新灌錄。